# Legoland Billund Resort
Legoland Billund Resort er en dansk forlystelsespark i Billund med fokus på LEGO og Legoklodser. Parken åbnede 7. juni 1968 som den første Legoland-park. Med 1,7 mio. besøgende i 2012 og over 50 mio. besøgende siden åbningen er det den største danske turistattraktion udenfor København.
Parken er især kendt for området Miniland, hvor millioner af Legoklodser er blevet brugt til at genskabe kendte steder. Derudover er der forskellige legepladser, temaområder og en række forlystelser, hvor Legoklodserne ofte indgår på forskellig vis.

## Historie
Det første Legoland blev bygget ved siden af Legofabrikken, der blev grundlagt af Ole Kirk Christiansen i 1949. Hans søn, Godtfred Kirk Christiansen, overtog familievirksomheden i 1958 ved sin fars død, og kun to år efter købte han sine tre brødre ud. I 1960'erne besluttede Godtfred Kirk Christiansen at åbne et Legoland som reklame for sin legetøjsvirksomhed, der i de år havde fået stor succes med sine legoklodser.
Parken åbnede 7. juni 1968 og blev hurtigt en succes. Det centrale område var fra starten Miniland med byer og kendte bygninger gengivet i legoklodser. Der var fiktive danske, tyske og engelske byer, modeller af Viborg Domkirke, Koldinghus og Dybbøl Mølle samt en ridderborg og en fremtidsby. Aktiviteterne omfattede fra starten Legotoget, Trafikskolen og en indianerboplads. Derudover var der et dukkemuseum med 300 antikke dukker, skiftende udstillinger med pædagogisk formål og et dukketeater. Endelig var der en restaurant og en butik med salg af legoklodser.
I de følgende årtier blev Legoland udvidet gentagne gange. I 1970'erne udvidedes for eksempel med westernbyen Legoredo Town, i begyndelsen af 1990'erne med Piratland og i 1997 med kongeborgen med rutsjebanen Dragen. Ved 50 års jubilæet i 2018 omfattede parken et areal på 147.000 m². Generelt gælder at antallet af aktiviteter og spisesteder er vokset støt i takt med udvidelserne af parken. Miniland ligger dog stadig på sin gamle plads, men størstedelen er blevet ændret og moderniseret i tidens løb. Den danske fantasiby Lilleby står imidlertid stadig som et minde fra åbningen i 1968. Til gengæld er dukkemuseet og andre indendørs samlinger, der kom til senere, blevet afviklet. Det rigt detaljerede Titanias Plads, der kom til i 1978, findes således siden 2007 på Egeskov Slot.
Legoland var sammen med Tivoli i København de eneste to attraktioner i Danmark, som modtog de maksimale fem stjerner af den nu nedlagte turistorganisation Danske Turist Attraktioner, da de blev uddelt første gang i 2005. Forlystelsparken beholdt de fem stjerner ved de efterfølgende besøg.
Legoland Billund Resort er i dag den mest besøgte danske turistattraktion udenfor København, hvor kun Tivoli og Dyrehavsbakken når højere. Der er desuden bygget fem andre Legoland-parker rundt om i verdenen: Legoland Windsor i 1996, Legoland California i 1999, Legoland Deutschland i 2002, Legoland Florida Resort i 2011 og Legoland Malaysia Resort i 2012. I 2005 solgte LEGO parkerne til det britiske selskab Merlin Entertainments Group, som Kirkbi (holdingselskab og pengetank for LEGO) er medejer af. LEGO og Kirk-familien, som ejer LEGO, købte ved samme lejlighed nemlig 30 procent af aktierne i selskabet. Kædens 6 parker (2015) omsatte for 1,9 mia. kroner (1. halvår 2015).
18. august 2012 måtte Legoland Billund lukke portene for yderligere gæster af sikkerhedsmæssige hensyn: også for flere, der havde købt billetter i forvejen. Det var første gang i Legolands historie at parken måtte lukke for yderligere besøg. Den dag afholdt Legoland Familie Open Air Koncert med bl.a. Rasmus Seebach og Outlandish. 19. juli 2016 måtte man igen lukke portene fordi parken var fyldt op. Denne gang var årsagen en kombination af højsæson, og at det var den første varme sommerdag i en periode.
I 2021 besluttede man at lukke indianerlejren, hvor en ansat kaldet Høvding Langøre havde sidste sæson efter 37 år som indianerhøvding.

## Områder
- Miniland er med Legolands egne ord hjertet, og det første de besøgende kommer til lige efter indgangsområdet. Her vises en række udsnit af landskaber og seværdigheder fra ind- og udland i form af Lego-modeller, typisk i størrelsesforholdet 1:20 og suppleret af ægte vand, græs og tilpassede træer. Af danske bidrag kan nævnes Amalienborg, Nyhavn, Skagen, Ribe, Dybbøl Mølle, Møgeltønder og Århus foruden den fiktive Lilleby. Udlandet er repræsenteret med partier fra bl.a. Sverige, Bergen, Skotland, Tyskland, Holland og Kennedy Space Center og en moderne international lufthavn. I alt er der brugt mere end 25 mio. Legoklodser.

I umiddelbar tilknytning findes aktiviteten minibådene, hvor børn kan sejle rundt mellem bygningsværker og monumenter som Kronborg, Akropolis og Frihedsgudinden. Af andre aktiviteter kan nævnes Legotop, hvor man kan se Legoland fra oven, Lego Safari, Kålormen, Monorail, Legotog, Trafikskolen og Lego Gallery.
- Duploland, der oprindelig var Fabuland, er stedet for de mindste med legeland og aktiviteter i børnestørrelse. Områder er udformet som en by, børnene kan lege i med huse med trapper, rutsjebaner og falske biler ind imellem, der giver rigelige muligheder for rollespil og interaktiv leg. Af aktiviteter kan nævnes Duplo Express, der ser ud som et tog lavet af Duploklodser, og Duplo Fly.

- Imagination Zone byder bl.a. på en 600 sæder stor 4D-biograf med specialeffekter og skiftende forestillinger. Der er også en Atlantis-ekspedition med et akvarium med over 800 havdyr.

- Legoredo Town er et westernområde med westernby og en lille guldmine. Området omfatter forlystelserne Western Ride, vandrutsjebanen Lego Canoe, der går gennem et bjergområde, ghost the hunted House, rutsjebanen flying Eagle, Monster Wall og build a boat

- Piratland har som navnet antyder pirater som tema. Her kan man bl.a. sejle forbi guvernørens fort ind i piraternes hemmelige huler, lege på den 900 m² store pirat-legeplads eller hvirvle rundt i store sørøverbaljer, til man bliver svimmel, samt fornøje sig med bl.a at vinde bamser og bolde i Pirate Games.

- Knights' Kingdom dækker over en middelalderborg med indbygget dragerutsjebane, der først fører roligt forbi forskellige tableauer bygget i Lego, og som siden slutter af med en hurtig tur udenfor.

- Adventure Land byder på jungletema med bl.a. eventyrsti og mere vilde forlystelser som rutsjebanen X-treme Racers. Her finder man også templet, hvor de besøgende er udstyret med laserpistoler til at skyde efter bevægelige mål i 11 forskellige scener med temaer fra det gamle Egypten. En mere nutidig attraktion er Falck Fire Brigade, hvor familier kan forsøge sig som brandfolk.

- Polar Land byder på rutsjebane Polar X-Plorer, og så byder polar land også på Polar Pilot School og build a boat samt Arctic basecamp

- Ninjago World byder på Ninjago the Ride, der er en dark ride med Ninjago som tema, samt andre aktiviteter der har Ninjago som tema.

- The Lego Movie World i dette område findes Emmet’s Flying Adventure - Masters of Flight, der er Skandinaviens eneste flying theater, desuden findes Unikitty’s Disco Drop, et fritfalds tårn for børn i stil med det der er i Ghost the haunted House, den sidste forlystelse er Apocalypseburg Sky Battle, en karrusel type forlystelse hvor man selv bestemmer hvor meget man vil dreje rundt. [15]

- Brick Street På Brick Street findes Ferrari build and race, Duplo Fun, Creative Workshop og The Great Lego Reef.[16]

- Peppa Pig Playground med et dukketeater og legeområde med Gurli Gris-tema

## Underholdning
I løbet af en sæson er der jævnt hen forskellige arrangementer og temadage med f.eks. børneværter fra DR Ramasjang og bag polar land er der rider turnering i showet battle of the brick. På udvalgte dage marcherer Legoland Billund Garden gennem parken for fuld musik. Og ind imellem kan de besøgende være heldige at støde på folk klædt ud som prinsesse, drage eller legofigurer.

## Besøgstal
| År        | 1968    | 2007      | 2011      | 2012      |
| Besøgende | 625.000 | 1.600.000 | 1.700.000 | 1.700.000 |

## Andre udvalgte tal
- Besøgende siden åbningen (1968): Den 4. juli 2012 kl. 11.30 blev Victor Nesgaard på 9 år fra Give gæst nr. 50 million.[20]
- Areal: 140.000 m²
- Antal Legoklodser: 65 mio.[21] heraf over 20 mio. i Miniland[22]
- Årlig kørselslængde for minibiler, tog og fly: Over 117.000 km
- Årlig sejllængde for miniskibe: ca. 12.000 sømil
- Antal miniskibe: 32
- Største model 1974-2014: Mount Rushmore (1,5 mio. LEGO klodser og 40.000 DUPLO klodser)[23]
- Største model 2015, 2017 og 2018: Luke Skywalkers X-wing Starfighter er bygget af mere end 5 millioner legoklodser. Den er 3 m høj, har et vingefang på 13 m og vejer mere end 20 ton.[24]